# Triple saut masculin aux Jeux olympiques de 1920
Pour un article plus général, voir Athlétisme aux Jeux olympiques de 1920.
Navigation
Stockholm 1912 Paris 1924
L'épreuve du triple saut masculin aux Jeux olympiques de 1920 s'est déroulée les 19 et 21 août 1920 au Stade olympique d'Anvers, en Belgique. Elle est remportée par le Finlandais Vilho Tuulos.